# Tramvaiul din Graz
Rețeaua de tramvaie din Graz face parte din sistemul de transport public din orașul Graz, care este capitala landului Stiria din Austria și al doilea oraș ca mărime din Austria. Ea a funcționat ca rețea de transport cu tramvaie cu cai în perioada 1878-1899 și cu tramvaie electrice din 1897. Rețeaua are în prezent opt linii.

## Linii

#### Servicii în timpul zilei
- Linia 1: Eggenberg/UKH – Jakominiplatz – Mariatrost
- Linia 3: Laudongasse – Jakominiplatz – Krenngasse
- Linia 4: Andritz – Jakominiplatz – Liebenau/Murpark
- Linia 5: Andritz – Jakominiplatz – Puntigam
- Linia 6: Laudongasse – Jakominiplatz – St. Peter
- Linia 7: Wetzelsdorf – Jakominiplatz – St. Leonhard/LKH

#### Servicii de seară și de duminică
- Linile 1, 5 și 7: traseele de mai sus
- Linia 13: Krenngasse – Jakominiplatz – Liebenau/Murpark
- Linia 26: Jakominiplatz – St. Peter

## Flota actuală
În anul 2012, flota de tramvaie din Graz era formată din următoarea vehicule:
| Nr.     | Imagine | Constructor                | Anii construcției | Lungime(mm) | Axe | Ampatament(mm) | Locuri pe scaune/în picioare | Observații |
| ------- | ------- | -------------------------- | ----------------- | ----------- | --- | -------------- | ---------------------------- | --- |
| 261–283 |         | SGP/Lohner                 | 1963–1965         | 19,560      | 6   | 6,000          | 40/75                        | Tw 262 reconstruit ca vehicul pentru exploatare, unele vehicule sunt deja retrase, retragerea completă programată începând din 2009.                                                            |
| 291–293 |         | SGP Wien                   | 1966–1976         | 20,335      | 6   | 6,000          |                              | Achizitionat de la Viena, în serviciu regulat din 12 noiembrie 2007. |
| 501–510 |         | SGP Graz                   | 1978              | 25,343      | 8   | 6,000          | 40/94                        | |
| 521–537 |         | Duewag                     | 1971–1973         | 25,900      | 8   | 6,000          | 59/88                        | Achiziționat de la Duisburg, retragere programată începând din 2010. |
| 581–584 |         | Confecționat pe plan local | 1995–1997         | 26,220      | 8   | 6,000          | 58/97                        | Reconstruit din tramvaiele seria 260, segment mediu instalat în 1999, retragere programată începând din 2010.                                                                                   |
| 601–612 |         | SGP Graz                   | 1986–1987         | 27,000      | 8   | 6,000          | 41/126                       | Segment mediu cu podea joasă, instalată în 1999. |
| 651–668 |         | Bombardier                 | 2000–2001         | 27,000      | 6   | 6,000          | 54/90                        | Cityrunner, podea joasă 100%. |
| 201–245 |         | Stadler Rail               | 2009–2015         | 27,000      | 6   | 6,000          | 54/90                        | Stadler Rail Variobahn, podea joasă 100%. Cea mai modernă generație de tramvai din cadrul flotei. Nu sunt în serviciu toate vehiculele din această clasă, iar unele încă nu au fost construite. |

## Imagini

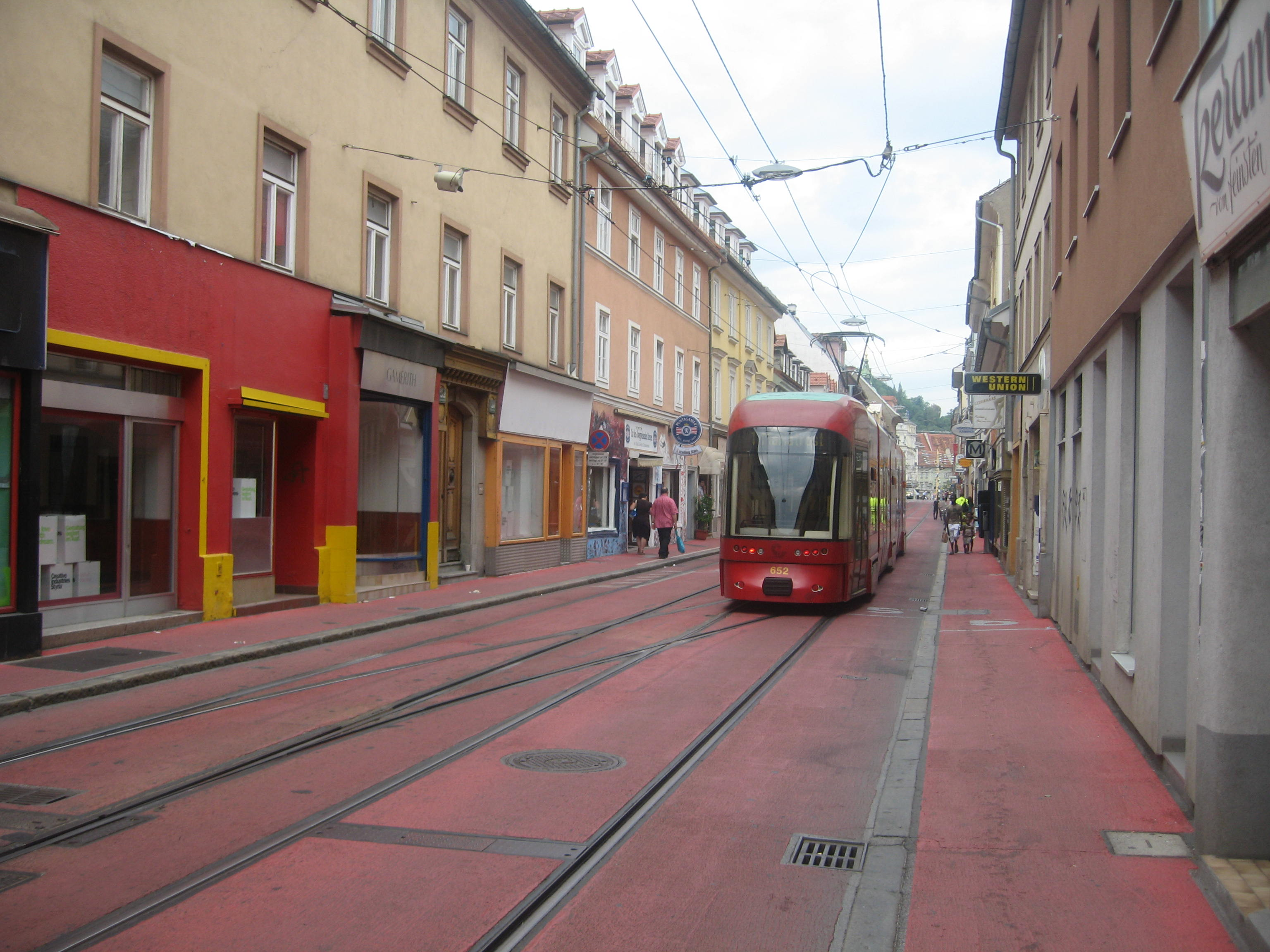
Tramvai Bombardier circulând pe Jakoministraße
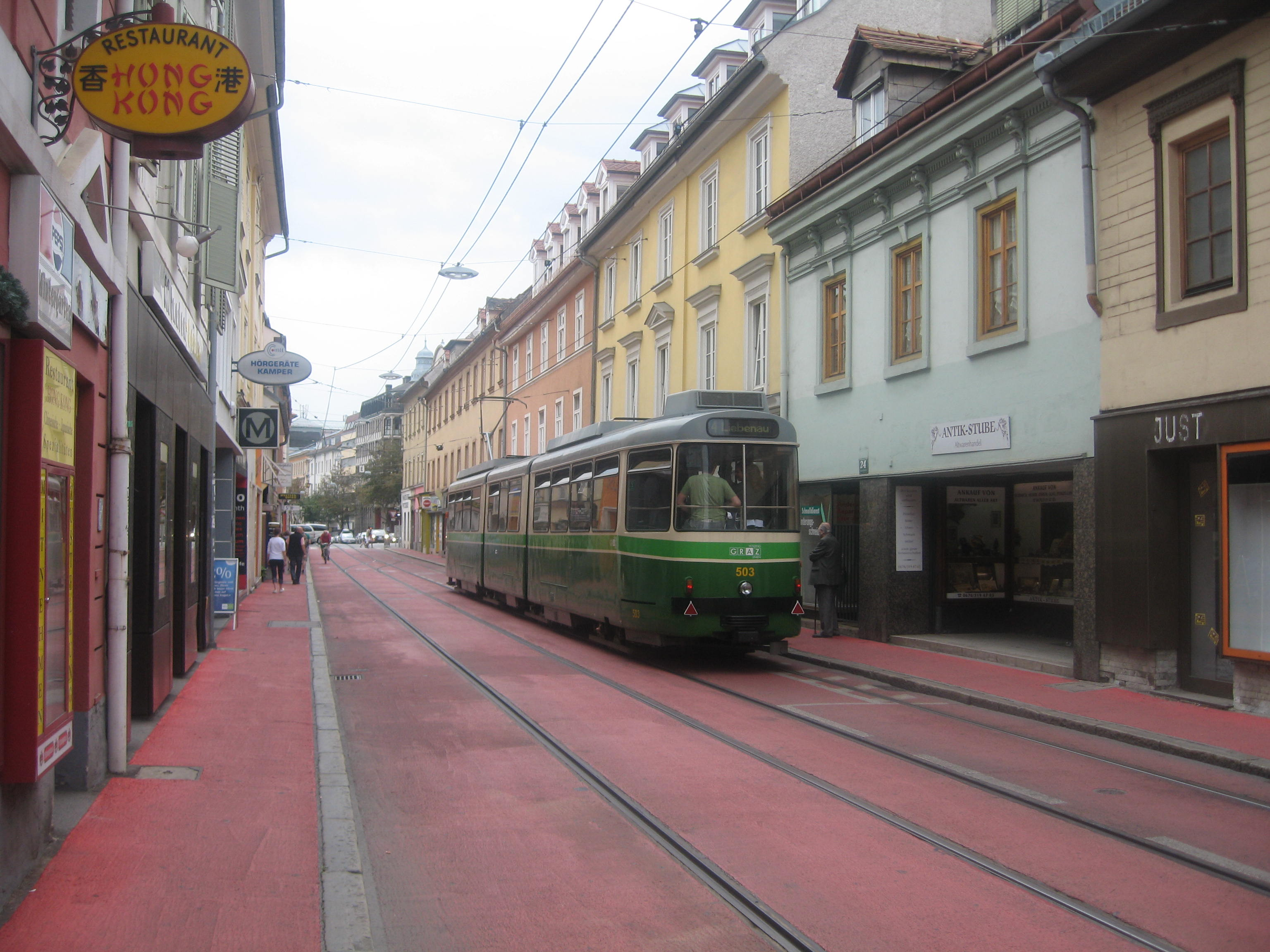
Tramvai SGP Graz circulând pe Jakoministraße
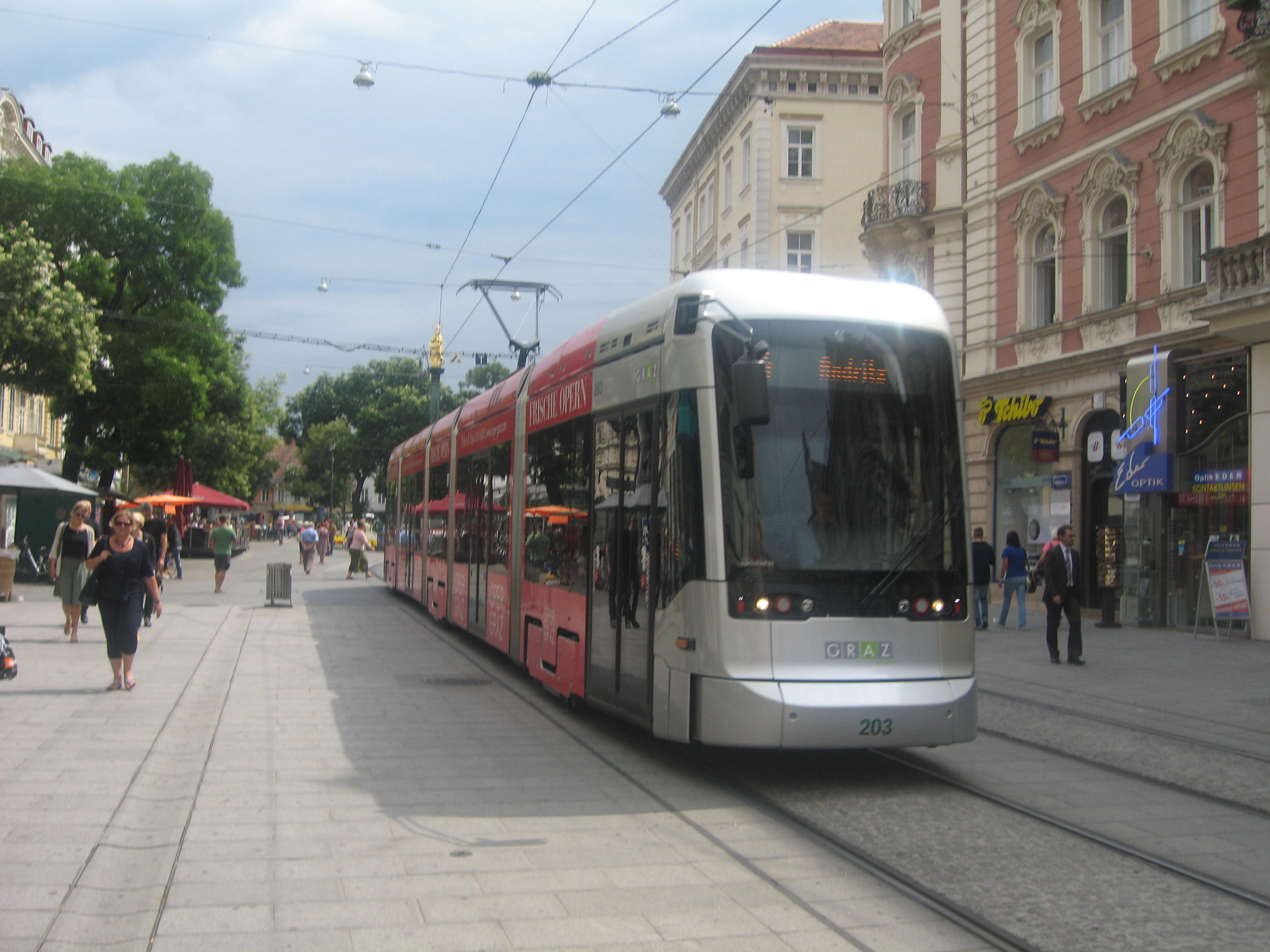
Tramvai Stadler Rail circulând pe Herrengasse